# غوردون بيل
غوردون بيل (بالإنجليزية: Gordon Bell) (و. 1934 – م) هو عالِم حاسب آلي، ومهندس، وأستاذ جامعي من الولايات المتحدة الأمريكية . ولد في كيركفيل (ميزوري) . وهو عضواً في جمعية مهندسي الكهرباء والإلكترونيات، والأكاديمية الوطنية للهندسة، والأكاديمية الأمريكية للفنون والعلوم، والأكاديمية الوطنية للعلوم، ورابطة مكائن الحوسبة .

## التعليم
تعلم في معهد ماساتشوست للتكنولوجيا

## مناصب وهيئات
أدار مايكروسوفت.

## جوائز
حصل على جوائز منها:
- قلادة العلوم الوطنية الأمريكية في مجال التكنولوجيا والإبتكار
- ميدالية جون فون نيومان من جمعية مهندسي الكهرباء والإلكترونيات.